# 朗韦奥克
朗韦奥克（法語：Lanvéoc，法語發音：[lɑ̃veɔk]）是法国菲尼斯泰尔省的一个市镇，位于该省西部，属于沙托兰区。

## 地理
朗韦奥克（48°17'9"N, 4°27'44"W）面积19.21 平方千米，位于法国布列塔尼大區菲尼斯泰尔省，该省份为法国最西部的省份，位于布列塔尼半岛西部，北西南三面环大西洋，东临阿摩尔滨海省和莫尔比昂省。
与朗韦奥克接壤的市镇（或旧市镇、城区）包括：克罗宗。
朗韦奥克的时区为UTC+01:00、UTC+02:00（夏令时）。

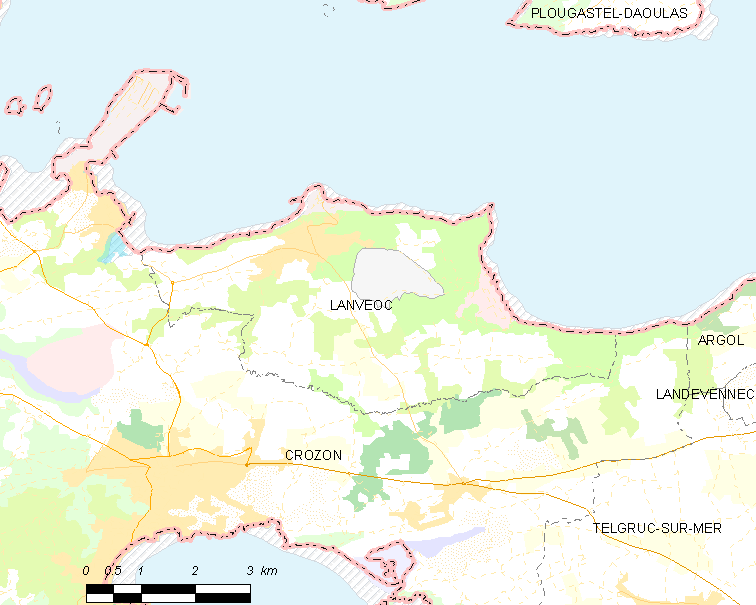
朗韦奥克的OSM定位图

## 行政
朗韦奥克的邮政编码为29160，INSEE市镇编码为29120。

## 政治
朗韦奥克所属的省级选区为克罗宗县。

## 交通
菲尼斯泰尔省省道D55线和D63线经过境内。

## 人口

1962-2008年间朗韦奥克人口变化图示

朗韦奥克于2022年1月1日时的人口数量为1951人。